# Bobrînka, Bobrîneț
Bobrînka (în ucraineană Бобринка) este localitatea de reședință a comunei Bobrînka din raionul Bobrîneț, regiunea Kirovohrad, Ucraina.

## Demografie
Componența lingvistică a localității Bobrînka
     Ucraineană (97,08%)
     Rusă (1,46%)
     Alte limbi (0,73%)
Conform recensământului din 2001, majoritatea populației localității Bobrînka era vorbitoare de ucraineană (97,08%), existând în minoritate și vorbitori de rusă (1,46%).